# Королевская морская пехота Великобритании
Короле́вская морска́я пехо́та вое́нно-морско́го фло́та Вооружённых сил Великобрита́нии (англ. Royal Marines) — формирование военно-морских сил Вооружённых сил Великобритании.
Великобритания — одна из первых стран, в которой официально был утверждён такой род войск (сил), как морская пехота. Это произошло в 1664 году, когда король Карл II Стюарт приказал сформировать «полк морской службы».
Новый род сил получил в дальнейшем название «лёгкая морская пехота» (англ. Red Marines, «красная морская пехота»). Позже возник ещё один её род — артиллерия морской пехоты («голубая морская пехота»), которую составили артиллеристы-инструкторы, направленные на флот по указанию адмирала Нельсона для обучения корабельных орудийных расчётов.
В 1923 эти два рода сил были сведены в один, получивший название Британская королевская морская пехота. Во Вторую мировую войну из неё формировали части «командос», действовавшие в качестве ударных отрядов при высадке десантов на берег. Морская пехота активно использовалась во время войны за Фолклендские острова (1982) и войны в Ираке (2003—2010).

## Назначение
Королевская морская пехота являет собой высокомобильные амфибийные силы постоянной готовности, способные действовать в любой точке земного шара и в любых климатических зонах. Королевская морская пехота Великобритании входит в состав военно-морских сил Великобритании.

## Организация
- 3-я бригада специального назначения (3 Commando Brigade)
  - 40-й батальон специального назначения (40 Commando)
  - 42-й батальон специального назначения (42 Commando)
  - 45-й батальон специального назначения (45 Commando)
  - 43-й батальон специального назначения — группа защиты флота (43 CDO FPGPRM — 43 Commando Fleet Protection Group Royal Marines)
  - Гарнизон Королевской морской пехоты Стоунхаус (Royal Marines Stonehouse)
  - Группа поддержки командования десантных сил Великобритании (UK Landing Force Command Support Group)
  - 539-й штурмовой отряд морской пехоты (539 Assault Squadron Royal Marines)
  - Полк материально-технического обеспечения (Commando Logistics Regiment)
  - Приданные армейские подразделения:
    - 29-й полк Королевской артиллерии (29 Commando Regiment Royal Artillery)
    - 59-й отдельный батальон Королевских инженерных войск (59 Independent Commando Squadron Royal Engineers)
    - 131-й отдельный батальон Королевских инженерных войск (131 Independent Commando Squadron Royal Engineers)

  - Учебный центр[англ.] (Commando Training Centre)
  - Отряд инструкторов по горной подготовке[англ.] (Mountain Leader Training Cadre), учебный центр морской пехоты в Лимпстоне, Девон[3]
- Прочие подразделения морской пехоты:
  - 1-я штурмовая группа морской пехоты (1 Assault Group Royal Marines)
- Оркестровая служба морской пехоты (Royal Marines Band Service)
  - Музыкальная школа морской пехоты (Royal Marines School of Music)
- Резервы морской пехоты[англ.] (Royal Marines Reserves)
  - Резерв морской пехоты Лондона (RMR London)
    - CHATHAM
    - PORTSMOUTH
    - HENLEY

  - Резерв морской пехоты Шотландии (RMR Scotland)
    - GREENOCK
    - DUNDEE
    - EDINBURGH
    - INVERNESS

  - Резерв морской пехоты Бристоля (RMR Bristol)
    - POLE
    - PLYMOUTH
    - LYMPSTONE
    - CARDIFF

  - Резерв морской пехоты Мерсисайда (RMR Merseyside)
    - BIRMINGHAM
    - MANCHESTER

  - Резерв морской пехоты Тайн (RMR Tyne)

## Воинские звания и знаки различия

### Генералы и офицеры
| Категории               | Генералы                      | Генералы          | Генералы           | Генералы      | Старшие офицеры | Старшие офицеры | Старшие офицеры    | Старшие офицеры | Младшие офицеры | Младшие офицеры | Младшие офицеры   |  |
| ----------------------- | ----------------------------- | ----------------- | ------------------ | ------------- | --------------- | --------------- | ------------------ | --------------- | --------------- | --------------- | ----------------- |  |
| Погон                   |                               |                   |                    |               |                 |                 |                    |                 |                 |                 |                   |  |
| Английское звание       | Captain General Royal Marines | General           | Lieutenant-general | Major-general | Brigadier       | Colonel         | Lieutenant colonel | Major           | Captain         | Lieutenant      | Second lieutenant |  |
| Российское соответствие | Генерал армии                 | Генерал-полковник | Генерал-лейтенант  | Генерал-майор | Нет             | Полковник       | Подполковник       | Майор           | Капитан         | Лейтенант       | Младший лейтенант |  |

### Подофицеры и солдаты
| Категории               | Унтер-офицеры     | Унтер-офицеры     | Сержанты        | Сержанты | Солдаты         | Солдаты        | Солдаты |
| ----------------------- | ----------------- | ----------------- | --------------- | -------- | --------------- | -------------- | ------- |
| Нарукавный знак         |                   |                   |                 |          |                 |                | нет     |
| Английское звание       | Warrant Officer 1 | Warrant Officer 2 | Colour Sergeant | Sergeant | Corporal        | Lance Corporal | Marine  |
| Российское соответствие | Старший прапорщик | Прапорщик         | Старший сержант | Сержант  | Младший сержант | Ефрейтор       | Рядовой |
|                         |                   |                   |                 |          |                 |                |         |

### Знаки на головные уборы
Знаки, используемые Королевской морской пехотой Великобритании, различаются в зависимости от воинского звания и вида головного убора. Особые знаки имеют музыканты Королевской морской пехоты.
- Генералы
- Бригадиры и полковники
- Офицеры и WO1
- WO2
- Нижние чины
- Офицеры, WO1 и WO2
- Нижние чины